# Stylochoplana parasitica
Stylochoplana parasitica är en plattmaskart. Stylochoplana parasitica ingår i släktet Stylochoplana, och familjen Leptoplanidae. Inga underarter finns listade.